# Wellenprofilschiff
Ein Wellenprofilschiff, auch Wellenprofildampfer (englisch Corrugated Ship, Corrugated Vessel, Corrugated Steam Ship oder auch Corrugated Tramp), war ein Schiffstyp für die Massengutfahrt, der Anfang des 20. Jahrhunderts in Großbritannien entstand.

## Beschreibung

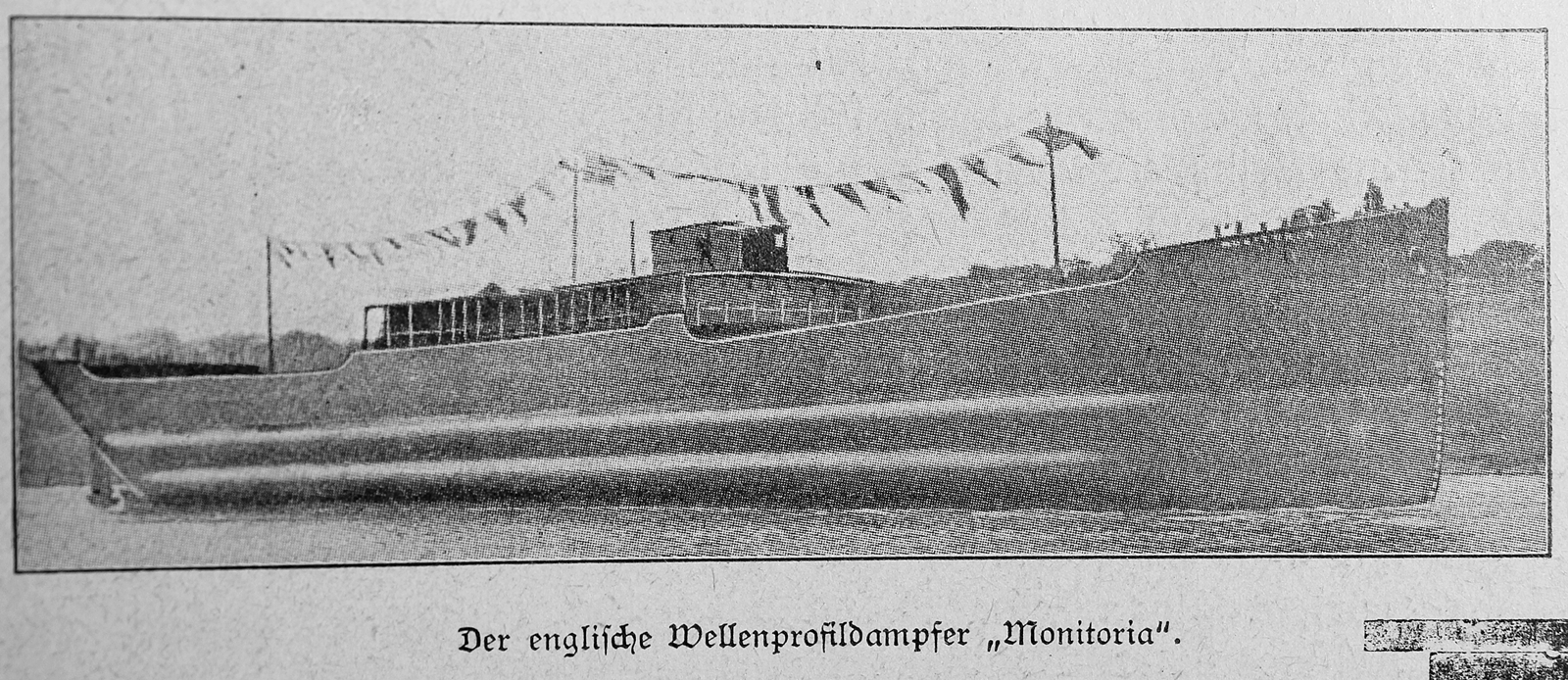
Die Monitoria

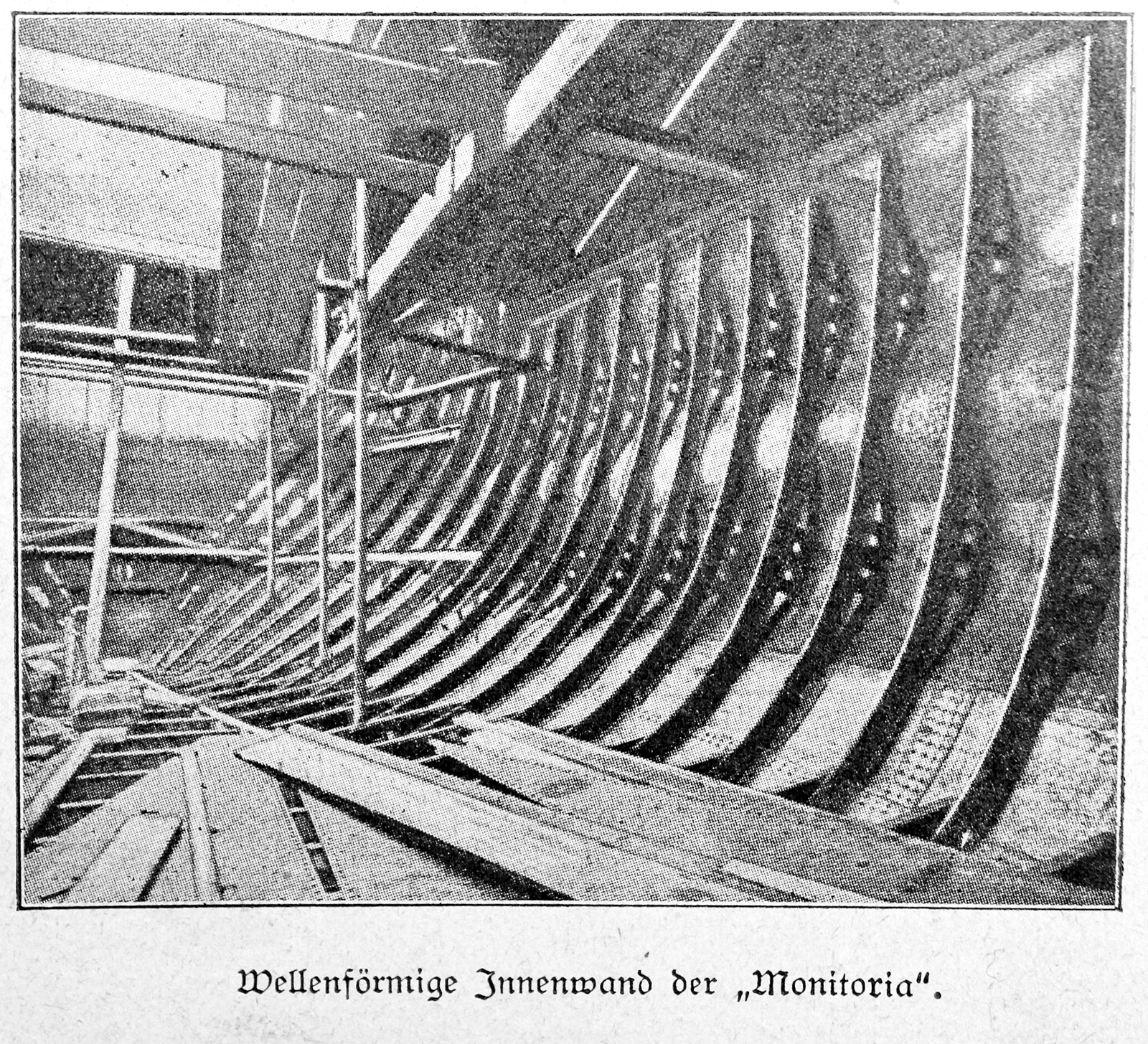
Innenansicht der Monitoria

Der Name des Schiffstyps leitet sich von der Bauart des Schiffsrumpfes mit mehreren von den Schulterbereichen des Vor- und Achterschiffs reichenden seitlichen wellenförmigen Ausbuchtungen der Außenhaut ab. Die Ausbuchtungen sollten die Festigkeit des Längsverbands der Schiffshülle erhöhen, womit verstärkende Einbauten in den Laderäumen eingespart wurden. Eingesetzt wurden die überwiegend mit einer Dampfmaschine angetriebenen Schiffe meist als Trampschiffe und Colliers.
Der 1905 eingeführte Entwurf des neuartigen Schiffstyps stammte vom Schiffbauingenieur Arthur Haver, der zuvor schon während seiner bis 1903 dauernden Tätigkeit bei der Werft William Doxford & Sons den Turmdecker entwickelt hatte. Ursprünglich experimentierte Haver mit einer Schiffsform, die durch seitliche Aussparungen einen besseren Propellerzustrom ermöglichte, deren Konstruktion sich jedoch fertigungstechnisch als zu aufwändig erwies. Weitere Versuche zeigten, dass zwei wellenförmige Ausbuchtungen der Außenhaut in Längsrichtung des Wechselgangs zu einem vergleichbaren Effekt führten. Zusammen mit William Petersen, der schon die ersten Turmdecker geordert hatte, gründete Haver die Monitor Steamship Company, nach deren Monitor-Patent-Design, auch Monitor-Design (nach der erstbestellenden Reederei  teilweise auch Ericsson-Design genannt) der Bau des ersten Wellenprofilschiffs, der Monitoria, bei der Werft Osbourne, Graham & Company in Sunderland in Auftrag gegeben wurde. Das Schiff wurde im Juli 1909 vom Stapel gelassen und Mitte August desselben Jahres an die Ericsson Shipping Company aus Newcastle upon Tyne abgeliefert. Anders, als sonst üblich absolvierte das neue Schiff am 13. des Monats seine Werftprobefahrten mit einer vollen Ladung Kohle und begann direkt nach deren erfolgreichem Abschluss seine Jungfernreise nach Stugsund. Die Probefahrtergebnisse waren insofern interessant, als sie trotz des beladenen Schiffs mit der üblichen Besatzung und normaler Bunkerkohle an die Leerschiffswerte der 23 vorher nach den gleichen Linien, aber ohne Verbreiterungen gebauten Schwesterschiffe heranreichten.
Der Monitoria folgte zwei Jahre später das Schwesterschiff Hyltonia und danach zunächst einige weitere Schiffe auf britischen Werften. Das siebte Schiff entstand in Lizenz auf einer norwegischen Werft. Insgesamt wurden über 30 Wellenprofilschiffe gebaut, wobei außer Petersen nur wenige Reedereien ein zweites Schiff dieses Typs in Auftrag gaben. Das Interesse der Reedereien an diesem Typ hielt bis Mitte der 1920er Jahre an. Da die Wellenform der Schiffsseiten den Einbau von Stringern überflüssig machte und einen größeren Spantabstand als üblich erlaubte, zeichneten sich die Wellenprofilschiffe im Vergleich zu herkömmlich gebauten Schiffen durch ein günstigeres Verhältnis der Tragfähigkeit und des Laderauminhalts zur Nettovermessung aus. Darüber hinaus sollten die nach dem Monitor-Patent gebauten Schiffe eine höhere Längsfestigkeit, bessere Seegangseigenschaften und einen niedrigeren Treibstoffverbrauch aufweisen. Als Nachteil wurden die höhere Wahrscheinlichkeit von mechanischen Beschädigungen im Bereich der exponierten Ausbuchtungen angeführt. Ein weiterer Punkt bei längeren Schiffen war eine angebliche Neigung zur Rissbildung der Außenhaut, die ein Faktor beim Sinken des Wellenprofilschiffs King James gewesen sein soll. Das Schiff war bei seinem Verlust allerdings schon 35 Jahre alt. Daneben kostete schon der Bau eines Wellenprofilschiffs aufgrund der komplexeren Rumpfstruktur als solches etwas mehr als der Bau eines vergleichbaren herkömmlichen Schiffes und es musste zusätzlich eine Lizenzabgabe von 25 Pence pro Tonne Tragfähigkeit des zu bauenden Schiffes von der Werft an die Monitor Steamship Company gezahlt werden. 1925 wurden bei der Short Brothers-Werft zwei Schwesterschiffe gebaut, die sich bis auf das Monitor-System glichen – das Wellenprofilschiff Newbrough und deren herkömmlich erstellte Simonsburn. Der Tragfähigkeitsunterschiedl lag mit 9160 Tonnen zu 8870 Tonnen bei rund 3,3 Prozent, der Unterschied im Laderaumvolumen mit 13.223 zu 12.980 Kubikmetern bei knapp zwei Prozent. Beim Bau der beiden Schiffe kam eine Vergleichsrechnung der Common Brothers für das Wellenprofilschiff auf einen 1143 Pfund (rund 5 %) höheren Stahlpreis, 1915 Pfund (13 %) zusätzlichen Arbeitslohn zu denen weitere 2290 Pfund an Lizenzgebühren hätten addiert werden müssen. Letztlich gab die Werft die Newbrough für die Gestehungskosten von 79.500 Pfund, während die Simonsburn, deren Gestehungskosten bei lediglich 73.656 Pfund lagen, für 79.000 Pfund abgeliefert wurde.